# Julia Lanoë
Julia Lanoë, connue sous le nom de scène de Rebeka Warrior et née le 6 mai 1978 à Saint-Nazaire, est une chanteuse et musicienne française. Elle fait partie des groupes Sexy Sushi, Mansfield.TYA et Kompromat.

## Biographie

### Formation et débuts
Julia Lanoë naît à Saint-Nazaire en mai 1978 et est diplômée des Beaux-Arts de Nantes au début des années 2000,. Au début des années 2000, pendant les cinq ans où elle vit à Nantes, elle rencontre Carla Pallone et David Grellier, avec qui elle créera les groupes musicaux Mansfield.TYA et Sexy Sushi par la suite. Elle enseigne les arts appliqués en lycée professionnel. Avant la musique, étudiante aux beaux-arts, elle imagine une carrière dans la peinture mais s'épanouit plus dans les ateliers de poésie et la production sonore, auquel elle a accès via son école. Elle développe dans sa ville natale son affect pour la musique post-punk et l'electronic body music.
Rebeka Warrior est ouvertement lesbienne, se définit comme féministe, anti-capitaliste et contre la société de consommation. Elle vit à la fois à Vézelay dans l'Yonne et Paris.

### Carrière musicale
Julia Lanoë commence dans la musique dans un groupe féminin de metal en jouant de la guitare et du chant. 
En 2001, elle débute sous le pseudonyme de Rebeka Warrior, dans le groupe de techno-punk Sexy Sushi, en duo avec Mitch Silver,,,,. Le duo prend sa source dans leur passion commune de Miss Kittin et The Hacker. Le groupe s'arrête au début des années 2010, mais le groupe pourrait revenir dans le futur selon Lanoë en interview en 2022 : « c'est un truc très jeune ou très vieux. Là, en ce moment je pense que ni Mitch ni moi n'avons envie de nous y coller. [...] Ça serait cool, ça serait vraiment cool ».
En parallèle de ce premier groupe, elle officie en tant que chanteuse et musicienne (production, guitare, piano, basse et batterie) dans le groupe Mansfield.TYA avec la violoniste baroque Carla Pallone, de 2002 à 2022. Le duo prend un tournant électronique et mélodies new-wave.
À l'automne 2016, elle fait ses premiers DJ sets à nouveau en tant que Rebeka Warrior,. En 2019, elle forme avec Vitalic le projet Kompromat. Pour son duo avec Claire Ottaway, du collectif Astéréotypie, elle remporte en 2024 le têtu· de la performance la plus brat pour Que la biche soit en moi.

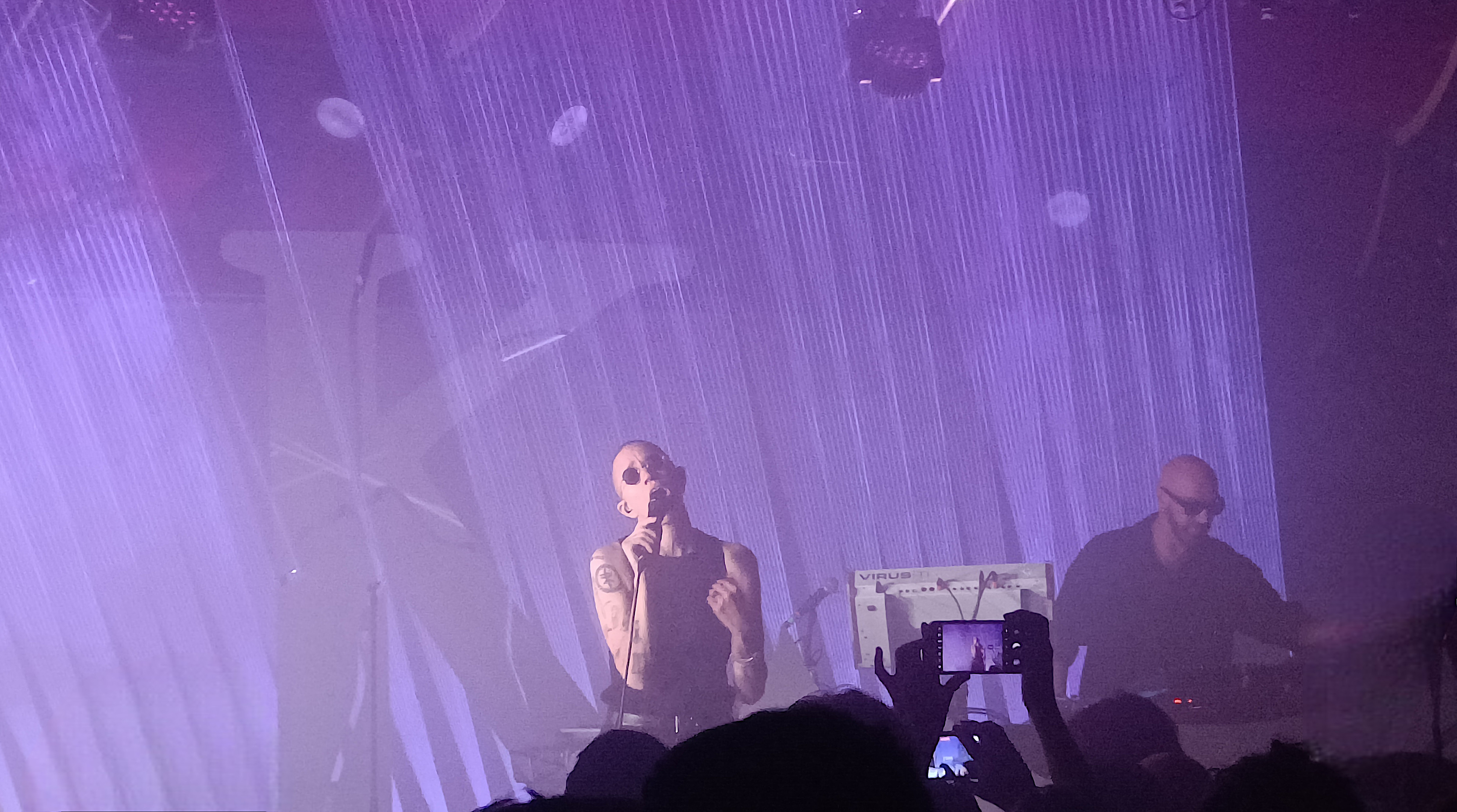
Julia Lanoë sur scène lors d'un concert de Kompromat en 2025

En 2019, elle s'associe avec Vitalic pour former le groupe Kompromat, avec un premier album Niemand, au cold wave électronique chanté en allemand. Le groupe gagne rapidement en notoriété et effectue une série de concerts pendant presque deux ans, interrompu par la pandémie de Covid-19. En 2024, le duo se reforme et sort un nouvel album, PLДYING / PRДYING, suivi d'une tournée en 2025.
À la sortie de la pandémie de Covid-19, elle lance son propre label WARRIORECORDS afin de faire émerger des artistes ayant des valeurs proches des siennes,.

### Autres activités
À l'été 2025, Lanoë sort le roman autobiographique Toutes les vies sous son nom de scène Rebeka Warrior, qui retrace les dernières années auprès de sa compagne Pauline, décédée d'un cancer du sein.

## Discographie

### Autres participations
En 2008, elle participe à l'album À l'aveuglette de Françoiz Breut.
En 2011, elle participe à l'album Garden Parti & Caroline, Yes!, un projet collectif nommé Caroline, fondé par Sarah Murcia.
En 2012, elle participe à l'album Rave Age, de l'artiste de musique électronique Vitalic sur le morceau La mort sur le Dancefloor .
En 2018, elle participe à l'album Fréquence(s) de Madben sur le titre Grief, Dance To Death avec Manu Le Malin et elle chante sur le titre À reculons de l'album Contre-temps de Flavien Berger.
En 2019, elle forme avec Vitalic le groupe Kompromat, dont le single Niemand sort le 11 janvier suivi de l’album de 11 titres Traum und Existenz.
En 2020, elle cofonde le label WARRIORECORDS et sort sur celui-ci une reprise de A Forest, une chanson de The Cure en featuring avec Fishbach, ainsi qu'O.B.I.C, un morceau techno en collaboration avec Cassie Raptor. 
En 2022, sort chez Pan European Recording un featuring avec Maud Geffray, I fall at 5,  paru sur l’album Ad Astra de Maud Geffray.
En 2023, elle sort chez WARRIORECORDS un featuring avec Julia Bondar, Ouvre les yeux, paru sur l’album Tropic of Virgo de Julia Bondar. Cette même année, elle crée le projet Dans le spectre, en collaboration avec Claire Ottaway (Astéréotypie) & Omega (Chevalier Surprise), sous le même label. 
En 2024, elle écrit la chanson P.A.L.O.M.A. en collaboration avec Paloma et composée par RAUMM.

### Au cinéma
En 2023, elle collabore à la bande originale de la série Split d'Iris Brey, notamment sur les titres Split et I fall at 5 et elle obtient le prix de la meilleure musique originale au Festival Série Mania avec Maud Geffray. Elle compose aussi la bande originale du long-métrage Paula d’Angela Ottobah. Cette même année, elle crée la bande originale du film À mon seul désir  de Lucie Borleteau.
En 2024, elle compose la bande originale du long-métrage Langue étrangère de Claire Burger, sélectionné et présenté en sélection officielle à la Berlinale 2024. Elle a créé des musiques originales pour le film Les Reines du Drame d'Alexis Langlois, présenté cette même année au Festival de cannes lors de la Semaine de la critique.

### Au théâtre
En 2021, elle compose la musique du spectacle Showgirl de Jonathan Drillet et Marlène Saldana, d'après le film Showgirls de Paul Verhoeven. Elle compose aussi la musique de Outremonde, un spectacle de Théo Mercier, en collaboration avec Pierre Desprat.

## Publications
- Rebeka Warrior, Toutes les vies, Paris, Stock, 2025, 288 p. (ISBN 9782234097711, présentation en ligne)